# エルメネヒルド・グティエレス
エルメネヒルド・グティエレス（スペイン語：Hermenegildo Gutiérrez, 850年ごろ - 912年5月以降）またはヘルメネジルド・グテーレス（ポルトガル語：Hermenegildo Guterres）は、9世紀から10世紀にかけて活躍したガリシア貴族。アストゥリアス王アルフォンソ3世の執事長（Mayordomo mayor）として、宮廷で活躍した。娘エルビラはレオン王オルドーニョ2世の妃となった。

## 生涯
エルメネヒルドはグティエレとその妻エルビラの息子で、アストルガとエル・ビエルソの伯爵であった義父ガトンと共に、アストゥリアス王とマウロ司教との間の対立を解決した869年から、婿であるオルドーニョ2世がサンティアゴ・デ・コンポステーラ大聖堂に寄進を行った912年5月まで記録で確認される。エルメネヒルドはアルフォンソ3世の最も忠実な臣下の一人であり、アルフォンソ3世はエルメネヒルドを執事長（Mayordomo mayor）に任じ、多くの領地を与え王に対するエルメネヒルドの努力と貢献に報いた。
エルメネヒルドはレコンキスタにおいても重要な役割を果たした。878年、ポルトやコインブラを攻撃したムスリム軍を倒し、ムーア人を追放した後にこれらの町および近隣のブラガ、ヴィゼウ、ラメゴにガリシアの人々を再び住まわせた。エルメネヒルドの領地は子孫に継承され、コインブラ伯領と呼ばれるようになったが、987年にアルマンソールにより再び奪還され、1064年にようやくレオン王フェルナンド1世のキリスト教軍が再征服した。
895年にエルメネヒルドは、アストゥリアス王に対し戦いを挑んだガリシア貴族ウィティザに勝利してこれを捕らえ、鎖でつないで王の前に引き出した。王はこれに対し、ウィティザから没収した多くの領地をエルメネヒルドに与え、その功績に報いた。

## 先祖
エルメネヒルドは、ローマ帝国のコンスタンティヌス朝、ウァレンティニアヌス朝、テオドシウス朝の子孫とみられるアルダバストゥス伯の子孫であると主張されていた。この系譜は議論の余地のある疑わしい証書に記されており、そこに書かれている系図は本物の可能性があると示唆する研究者もいるものの、この期間にまたがる文書が現存しないため、独自評価は不可能である。もし本当であるならば、古代から血統が続いた稀な例となる。

## 結婚と子女
エルメネヒルドは、ガトン（Gatón, es）の娘エルメセンダ・ガトネスと結婚した。ガトンはアストゥリアス王オルドーニョ1世かその妃の兄弟と見られており、従ってエルメセンダはアルフォンソ3世の従姉妹にあたると考えられている。この結婚により、中世のガリシアおよびポルトゥカーレ伯領で最も著名な貴族の1つが誕生した。2人の間には以下の子女が生まれた。
- アリアス・メネンデス（924年以降没）[9][8][10] - 伯爵。エルメセンダ・グンデシンデスと結婚[10]。娘エルビラ・アリアスは従兄弟ムニオ・グティエレスと結婚した[9]。
- エルビラ・メネンデス[8][10]  - 900年ごろに後にガリシア・レオン王となるオルドーニョ2世と結婚し[9]、アルフォンソ4世やラミロ2世などの母となった。
- グティエレ・メネンデス[8] - 伯爵。ルーゴの伯エロ・フェルナンデスとアドシンダの娘イルドゥアラ・エリスと結婚[10]。聖ルデシンドなどの数人の子女が生まれた。
- エンデルキーナ・"パリャ"・メネンデス - ルーゴの伯エロ・フェルナンデスの息子グンデシンド・エリスと結婚[9][8][10]
- アルドンサ・メネンデス - ロウレンサーの伯グティエレ・オソリオと結婚[9][8][10]。娘アドシンダ・グティエレスはラミロ2世の最初の妃となり、息子オソリオ・グティエレスは聖伯（el conde santo）と呼ばれ[9]、ロウレンサー修道院を創建した[8]。
- パトルイナ・メネンデス[10]
- グディロナ・メネンデス - 初代ポルトゥカーレ伯ヴィマラ・ペレス（英語版）とトゥルジルジの息子のポルトゥカーレ伯ルシディオ・ヴィマラネス（英語版）と結婚[11]。グディロナの親子関係については記録上では確認されていない[12]。